# Чонтокылькы
Чонтокылькы (устар. Щотыль-Кы) — река в России, протекает по территории Ямало-Ненецкого автономного округа. Устье реки находится в 137 км по правому берегу реки Часелька. Длина реки составляет 10 км. Образуется слиянием рек Кыпа-Чонтокылькы и Варкы-Чонтокылькы.

## Данные водного реестра
По данным государственного водного реестра России относится к Нижнеобскому бассейновому округу, водохозяйственный участок реки — Таз, речной подбассейн реки — подбассейн отсутствует. Речной бассейн реки — Таз.
Код объекта в государственном водном реестре — 15050000112115300067912.